# 1762 na ciência

## Nascimentos
| Data           | Nome                      | Profissão | Nacionalidade       | Observações | Ref |
| -------------- | ------------------------- | --------- | ------------------- | ----------- | --- |
| 10 de março    | Jeremias Benjamin Richter | químico   | Reino da Prússia    | m. 1807     |     |
| 10 de abril    | Giovanni Aldini           | físico    | Estados Pontifícios | m. 1834     |     |
| 20 de novembro | Pierre André Latreille    | zoólogo   | Reino da França     | m. 1833     |     |

## Mortes
| Data            | Nome                         | Profissão                                            | Nacionalidade                                          | Observações                 | Ref   |
| --------------- | ---------------------------- | ---------------------------------------------------- | ------------------------------------------------------ | --------------------------- | ----- |
| 20 de fevereiro | Tobias Mayer                 | astrónomo, geógrafo, cartógrafo, matemático e físico | Alemanha                                               | n. 1723                     |       |
| 21 de março     | Nicolas-Louis de Lacaille    | astrónomo                                            | Reino da França                                        | n. 1713                     |       |
| 10 de julho     | Johan Frederik Gronovius     | botânico                                             | República das Sete Províncias Unidas dos Países Baixos | n. 1686                     |       |
| 13 de junho     | Dorothea Christiane Erxleben | médica                                               | Alemanha                                               | n. 1715                     |       |
| 13 de julho     | James Bradley                | Astrónomo Real Britânico                             | Inglaterra                                             | n. 1693 Medalha Copley 1748 | [ 1 ] |